# Antoni Bosom i Cairol
Antoni Bosom i Cairol (Puigcerdà, Girona, 18 d'abril de 1894 - Barcelona, març de 1968) fou un compositor i director de corals.
Bosom es va casar amb Dolors Pons i Martí, amb la que va tenir dues filies, María i Maria-Antònia un fill polític, Lluís Casáis, va tenir 5 nets, Anna-M.a, M.a Pilar, Xavier, M.a Mercé i M.a Teresa, dues germanes. Bonaventura i Rosa, dos germans polítics, Francesc Pallares i Concepció Carrer...
Es va dedicar amb intensitat a la direcció de corals, una activitat que va marcar gran part de la seva carrera musical.
En aquest àmbit, va destacar especialment per la fundació, l’any 1920, de l'Orfeó Verdaguer de Barcelona. Paral·lelament a aquesta tasca, també va exercir com a professor al Conservatori del Liceu, on va transmetre els seus coneixements i va formar noves generacions de músics.
A més de la seva faceta com a pedagog i director, va ser compositor i va crear obres per a violí i piano, lieder (cançons líriques generalment per a veu i piano) i diverses peces de música religiosa, demostrant així la seva versatilitat i sensibilitat artística.